# Осипов Олександр Михайлович
Осипов Олександр Михайлович (рос. Осипов Александр Михайлович; нар. 28 вересня 1969, Ростов-на-Дону) — російський державний та політичний діяч. Губернатор Забайкальського краю з 19 вересня 2019 року (тво 25 жовтня 2018 року — 19 вересня 2019 року).

## Санкції
24 лютого 2023 року Держдепом США Осипов включений до списку санкцій осіб причетних до «здійснення російських операцій та агресії щодо України, а також до незаконного управління окупованими українськими територіями на користь РФ», зокрема за «заклик громадян на війну в Україні».
1 квітня 2023 року внесено до списку санкцій України як «глава державного органу, який здійснював підтримку/заохочення/публічне схвалення політики РФ, спрямованої на проведення військових дій і геноцид цивільного населення в Україні».